# WWF (formato informático)
WWF es una modificación del estándar abierto PDF para el intercambio de archivos, desarrollados por la sección alemana del World Wide Fund for Nature (también abreviado WWF). El formato WWF está diseñado para ser amigo de la naturaleza, comparado con otros documentos como PDF o DOC, ya que este documento está diseñado para no ser impreso. El motivo detrás del uso de este archivo es prevenir la impresión innecesaria de documentos. Su web afirma que este formato será abierto por la mayoría de programas que pueden abrir los archivos normales PDF. En este momento, el software que crea los formatos WWF está disponible para Mac OS X 10.4 y para Windows XP y posteriores.

## Detalles técnicos
Los archivos WWF son archivos PDF con propiedades especiales de seguridad, que impiden imprimir los archivos, además de tener la extensión de archivo ".wwf".
Esta deshabilitación proviene del DRM de Adobe Reader, que impide su impresión en este último, sin embargo, en algunos lectores de PDF que ignoran ese DRM como Ghostscript, los archivos WWF son imprimibles.